# Entalpia de vaporização
A entalpia de vaporização ou calor de vaporização é a quantidade de energia necessária para que um mol de um elemento ou de uma substância que se encontra em equilíbrio com o seu próprio vapor, a pressão de uma atmosfera, passe completamente para o estado gasoso.
O calor de vaporização é expresso em kJ/mol, podendo ser expresso também em kJ/kg.
Como a vaporização é o contrário do processo de condensação, o termo calor de condensação também pode ser usado, ao considerar a perda de calor da substância.

## Calor de vaporização doselementos
calor necessário para 1 mol da substância passar para o estado gasoso
| Elemento  | Calor de vaporização (kJ/mol) |
| --------- | ----------------------------- |
| Actínio   | n/a                           |
| Alumínio  | 293.4                         |
| Antimônio | 77.14                         |
| Argônio   | 6.447                         |
| Arsênio   | 34.76                         |
| Astato    | 116                           |
| Bário     | 142                           |
| Berílio   | 292.40                        |
| Bismuto   | 104.8                         |
| Boro      | 489.7                         |
| Bromo     | 15.438                        |
| Cádmio    | 100                           |
| Césio     | 67.74                         |
| Cálcio    | 153.6                         |
| Carbono   | 355.8                         |
| Cério     | 414                           |
| Cloro     | 10.2                          |
| Cromo     | 344.3                         |
| Cobalto   | 376.5                         |
| Cobre     | 300.3                         |
| Flúor     | 3.2698                        |
| Gálio     | 258.7                         |
| Germânio  | 330.9                         |
| Ouro      | 334.4                         |
| Háfnio    | 575                           |
| Hélio     | 0.0845                        |

| Elemento   | Calor de vaporização (kJ/mol) |
| ---------- | ----------------------------- |
| Hidrogênio | 0.44936                       |
| Índio      | 231.5                         |
| Iodo       | 20.752                        |
| Irídio     | 604                           |
| Ferro      | 349.6                         |
| Criptônio  | 9.029                         |
| Lantânio   | 414                           |
| Chumbo     | 177.7                         |
| Lítio      | 145.92                        |
| Magnésio   | 127.4                         |
| Manganês   | 226                           |
| Mercúrio   | 59.229                        |
| Molibdênio | 598                           |
| Neón       | 1.7326                        |
| Neptúnio   | n/a                           |
| Níquel     | 370.4                         |
| Nióbio     | 696.6                         |
| Nitrogênio | 2.7928                        |
| Ósmio      | 627.6                         |
| Oxigênio   | 3.4099                        |
| Paládio    | 357                           |
| Fósforo    | 12.129                        |
| Platina    | 510                           |
| Polônio    | 60.1                          |
| Potássio   | 79.88                         |
| Rádio      | 37                            |

| Elemento   | Calor de vaporização (kJ/mol) |
| ---------- | ----------------------------- |
| Radônio    | 16.4                          |
| Rênio      | 715                           |
| Ródio      | 493                           |
| Rubídio    | 72.216                        |
| Rutênio    | 595                           |
| Escândio   | 314.2                         |
| Selênio    | 26.3                          |
| Silício    | 384.22                        |
| Prata      | 250.58                        |
| Sódio      | 96.96                         |
| Estrôncio  | 144                           |
| Enxofre    | 1.7175                        |
| Tantálio   | 743                           |
| Tecnécio   | 660                           |
| Telúrio    | 52.55                         |
| Tálio      | 164.1                         |
| Tório      | 514.4                         |
| Estanho    | 295.8                         |
| Titânio    | 421                           |
| Tungstênio | 824                           |
| Vanádio    | 452                           |
| Xenônio    | 12.636                        |
| Ítrio      | 363                           |
| Zinco      | 115.3                         |
| Zircônio   | 58.2                          |
|            |                               |